# John Vlissides
John Matthew Vlissides (* 2. August 1961 in Washington, D.C.; † 24. November 2005 in Lake Mohegan) war ein Informatiker, der vor allem als einer der vier Autoren des wegweisenden Buchs Design Patterns: Elements of Reusable Object-Oriented Software (Entwurfsmuster: Elemente wiederverwendbarer objektorientierter Software) bekannt wurde. Die vier Autoren dieses Buches tragen den Spitznamen „Viererbande“ („Gang of Four“, „GoF“).
John Vlissides starb im Alter von 44 Jahren an den Folgen eines Hirntumors.

## Werke
- Erich Gamma, Richard Helm, Ralph Johnson, John Vlissides: Design Patterns – Elements of Reusable Object-Oriented Software. Addison-Wesley, Reading MA u. a. 1994, ISBN 0-201-63361-2.
  - Erich Gamma, Richard Helm, Ralph Johnson, John Vlissides: Entwurfsmuster. Elemente wiederverwendbarer objektorientierter Software. Addison-Wesley, Bonn u. a. 1996, ISBN 3-89319-950-0.
- John Vlissides: Pattern Hatching. Design Patterns Applied. Addison-Wesley, Reading MA u. a. 1998, ISBN 0-201-43293-5.
  - John Vlissides: Entwurfsmuster anwenden. Addison-Wesley-Longman, München u. a. 1999, ISBN 3-8273-1544-1.